# Йоніка
Йоніка (рос. ионика, англ. ionics) — розділ теоретичної електрохімії, де вивчається поведінка йонів у рідких розчинах, йонних рідинах і твердих тілах (йоніка твердого стану, англ. solid-state ionics).
Йоніка розглядає однофазні системи (розчини та розплави електролітів, тверді електроліти) як у рівноважних, так і в нерівноважних умовах.
Зокрема, в центрі уваги йоніки знаходяться розчини в так званих апротонних розчинниках, а також в інших неводних розчинниках, концентровані розчини, розплави (йонні рідини), розчини, що містять сольватовані електрони, та тверді електроліти.